# Вилденспринг
Вилденспринг (њем. Wildenspring) општина је у њемачкој савезној држави Тирингија. Једно је од 44 општинска средишта округа Илм. Према процјени из 2010. у општини је живјело 229 становника. Посједује регионалну шифру (AGS) 16070052.

## Географски и демографски подаци
Вилденспринг се налази у савезној држави Тирингија у округу Илм. Општина се налази на надморској висини од 630 метара. Површина општине износи 4,4 km². У самом мјесту је, према процјени из 2010. године, живјело 229 становника. Просјечна густина становништва износи 52 становника/km².

## Међународна сарадња
| Мјесто           | Држава     | Врста сарадње | Од    |
| ---------------- | ---------- | ------------- | ----- |
| Брајтенбах       | Француска  | контакт       | 2000. |
| Брајденбах       | Француска  | контакт       | 2000. |
|                  | Чешка      | пријатељство  | 2000. |
| Брајтенбах       | Швајцарска | пријатељство  | 2000. |
| Брајтенбах ам Ин | Аустрија   | пријатељство  | 2000. |
| Куртач           | Италија    | контакт       | 2000. |
| Брајтенбах       | Француска  | пријатељство  | 2000. |
| Клајне Брегел    | Белгија    | контакт       | 2000. |
| Извор            |            |               |       |